# Juventus Utena
Der BC Juventus (lat. juventus – 'Jugend') ist ein Basketballverein aus Utena, der zehntgrößten Stadt Litauens. Er spielt in der Baltic Basketball League (BBL) und LKL.
Heimspielstätte des Klubs ist die Utenos Arena (2.000 Plätze).

## Geschichte
„Juventus“ spielte zuerst in der Rajongemeinde Utena und im Bezirk Utena. Von 2000 bis 2009 hieß der Club „Juventus LKSK“ Utena. Der Club war zweimal Sieger der Regionų krepšinio lyga (RKL). Als der Club Sieger der LKBL wurde, durfte er an der LKAL teilnehmen, was aber wegen bürokratischen Hindernissen nicht geschah. Jetzt heißt die Mannschaft als „Uniclub Casino – Juventus“.

## Erfolge (LKL, NKL)
- 2004/05 LKBL 1. Platz
- 2006/07 RKL 1. Platz
- 2007/08 NKL 4. Platz (1. Platz im Regionalsaison)
- 2008/09 NKL 4. Platz (1. Platz im Regionalsaison)
- 2009/10 LKL 4. Platz

## Ehemalige Spieler
- Žilvinas Kuklierius
- Mohamed Seck

## Ehemalige Trainer
- Robertas Giedraitis
- Žydrūnas Urbonas